# Chroszcz nagołodygowy
Chroszcz nagołodygowy (Teesdalia nudicaulis (L.) W.T.Aiton) – gatunek rośliny jednorocznej z rodziny kapustowatych. Łacińska nazwa rodzajowa pochodzi od nazwiska brytyjskiego ogrodnika Roberta Teesdale'a.

## Rozmieszczenie
Występuje w zachodniej i środkowej Europie oraz w Maroku. Introdukowany rośnie także w zachodniej i wschodniej części Ameryki Północnej, w Chile i na Tasmanii. W Polsce rośnie tylko na niżu, gdzie jest na ogół rozpowszechniony, rzadki jest tylko w centrum i na północnym wschodzie.

## Morfologia
PokrójNiska roślina zielna, osiągająca od 8 do 15 cm wysokości. Z rozetą liści i jedną lub kilkoma prostymi, nierozgałęzionymi i zwykle bezlistnymi łodygami.
LiścieZwykle tylko odziomkowe zebrane w rozetkę przyziemną, o blaszce lirowato pierzastodzielnej. Rzadko na łodyżkach występują pojedyncze, lancetowate, drobne liście.
KwiatyZebrane w grono szczytowe, z kwiatami przed rozwinięciem gęsto skupionymi, w czasie kwitnienia luźno ułożonymi. Białe płatki korony czasem są nierównej długości. Pręcików jest 6, u nasady ze spłaszczonymi wyrostkami.
OwoceŁuszczynki łyżeczkowato wygięte, okrągławe lub jajowate, wąsko oskrzydlone.

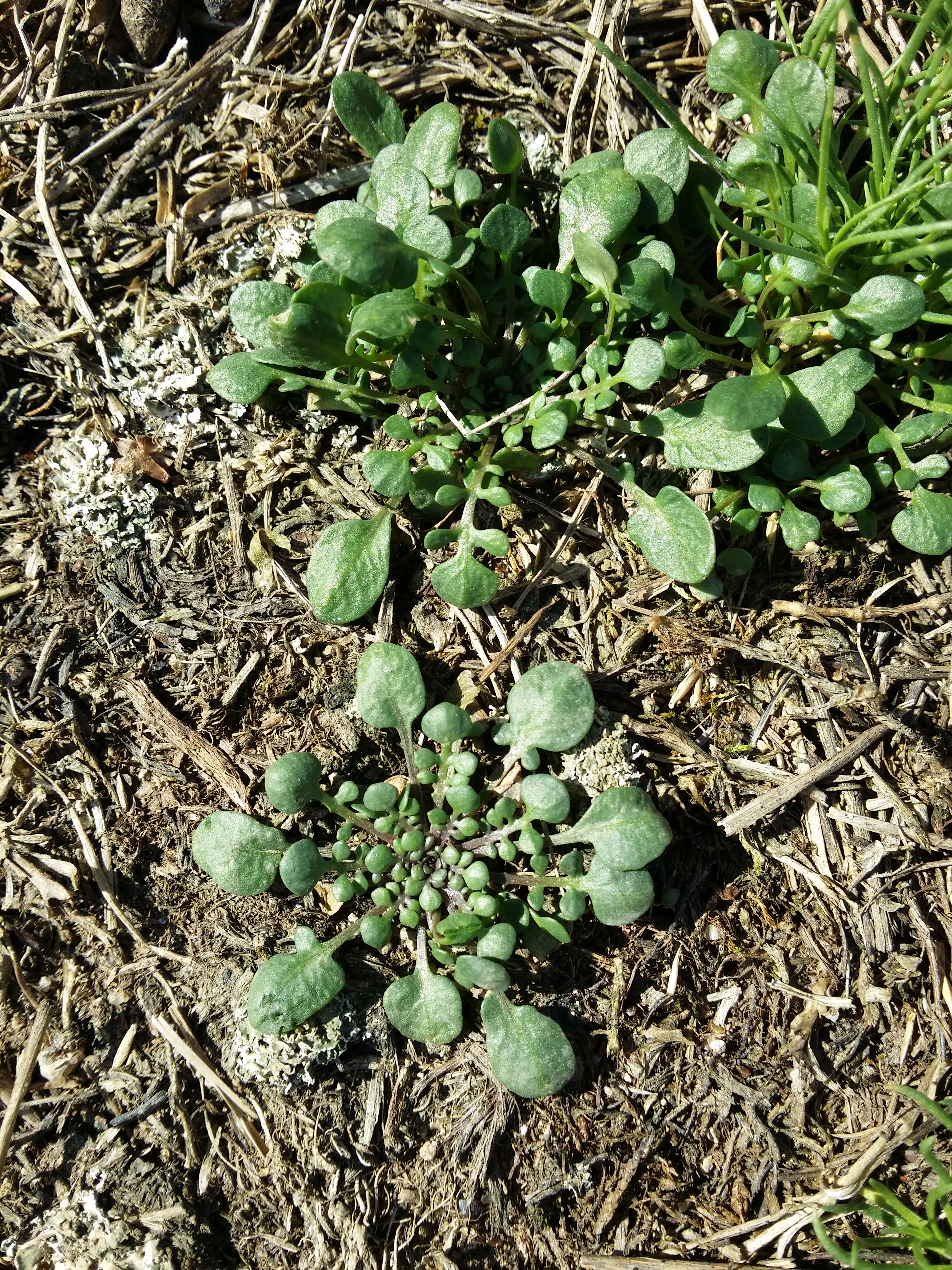
Rozety liściowe
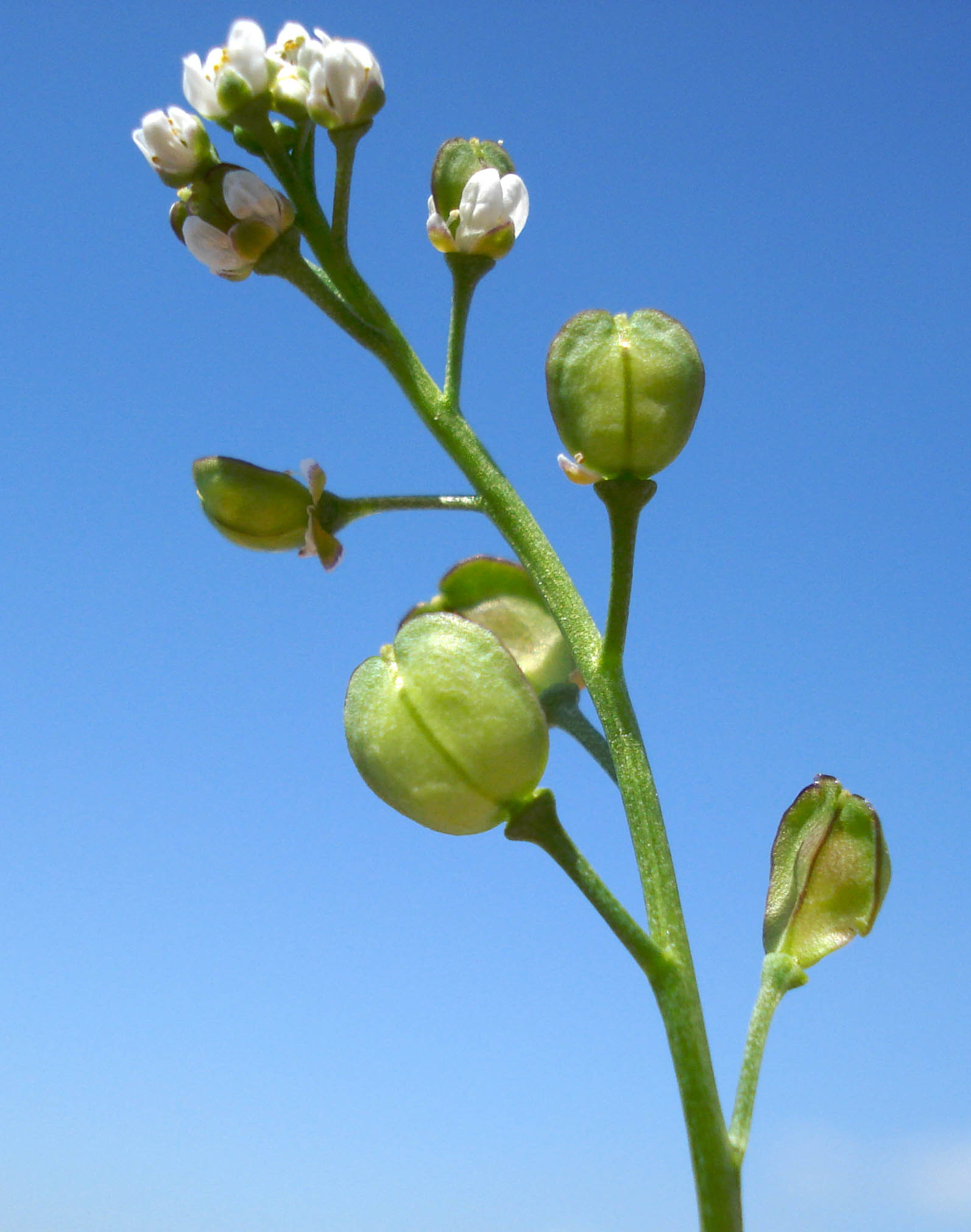
Kwiaty i owoce
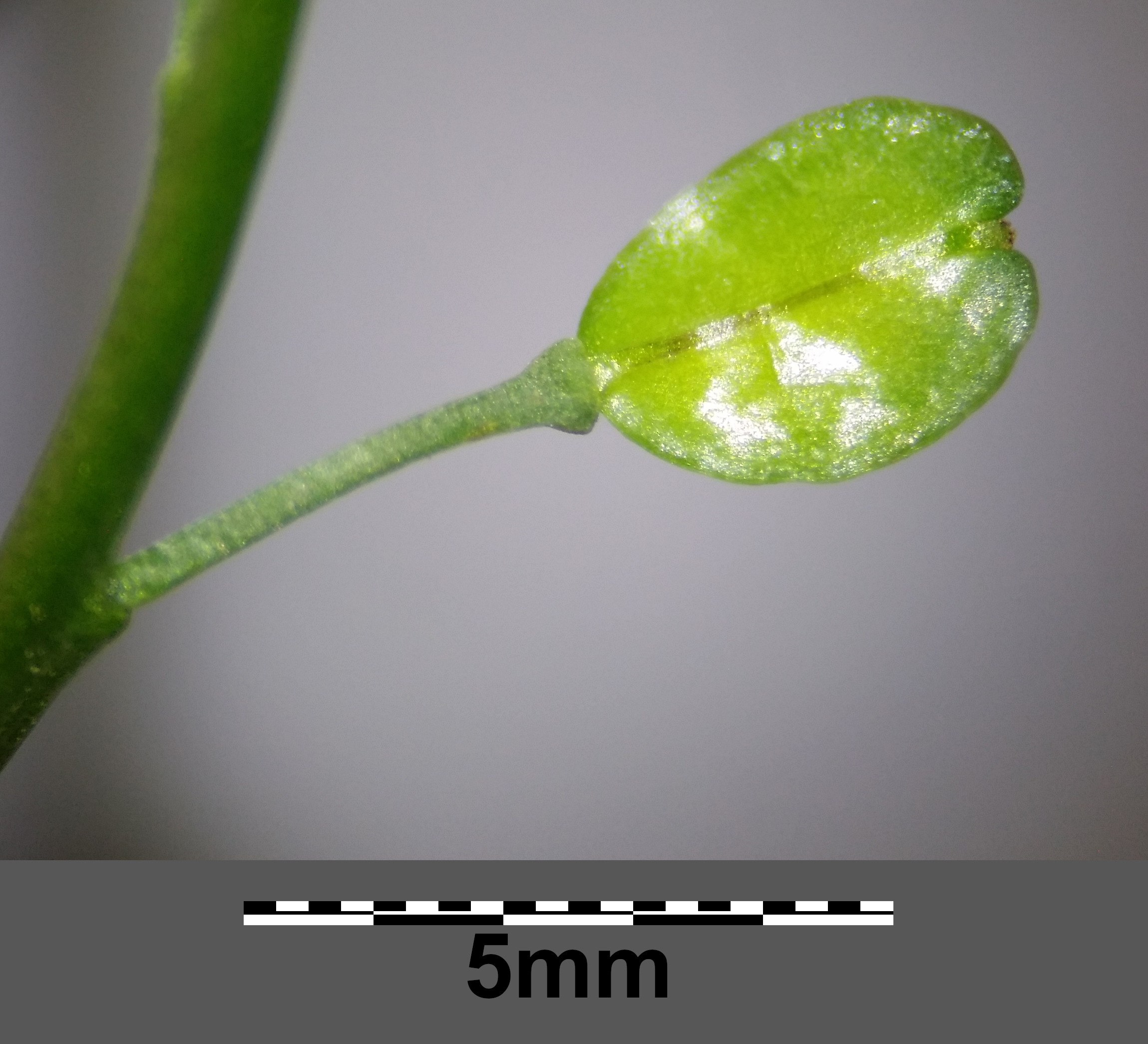
Łuszczynka

## Biologia i ekologia
Roślina jednoroczna, ozima. Kwitnie w kwietniu i maju, rzadko w kolejnych miesiącach do jesieni. Kwiaty zapylane są przez owady, ale też występuje samopylność. Nasiona rozprzestrzeniane są za pomocą wiatru.
Rośnie na ubogich i kwaśnych glebach piaszczystych, nie toleruje obecności wapnia. Występuje na piaszczystych odłogach i polach, w murawach napiaskowych, na wydmach i w prześwietlonych miejscach w suchych borach. W klasyfikacji zbiorowisk roślinnych Europy Środkowej gatunek charakterystyczny dla muraw napiaskowych z zespołu Ass. Spergulo vernalis-Corynephoretum i związku Corynephorion canescentis, poza tym dla zespołu Arnoserido-Scleranthetum i związku Arnoseridion minimae.